# Zeta argillaceum
Zeta argillaceum är en stekelart som först beskrevs av Carl von Linné 1758.  Zeta argillaceum ingår i släktet Zeta och familjen Eumenidae.

## Underarter
Arten delas in i följande underarter:
- Z. a. apurimacensis
- Z. a. distinguendum
- Z. a. hubrichi
- Z. a. incarum
- Z. a. orbignii
- Z. a. pallidior
- Z. a. peruense
- Z. a. riojanum

## Bildgalleri

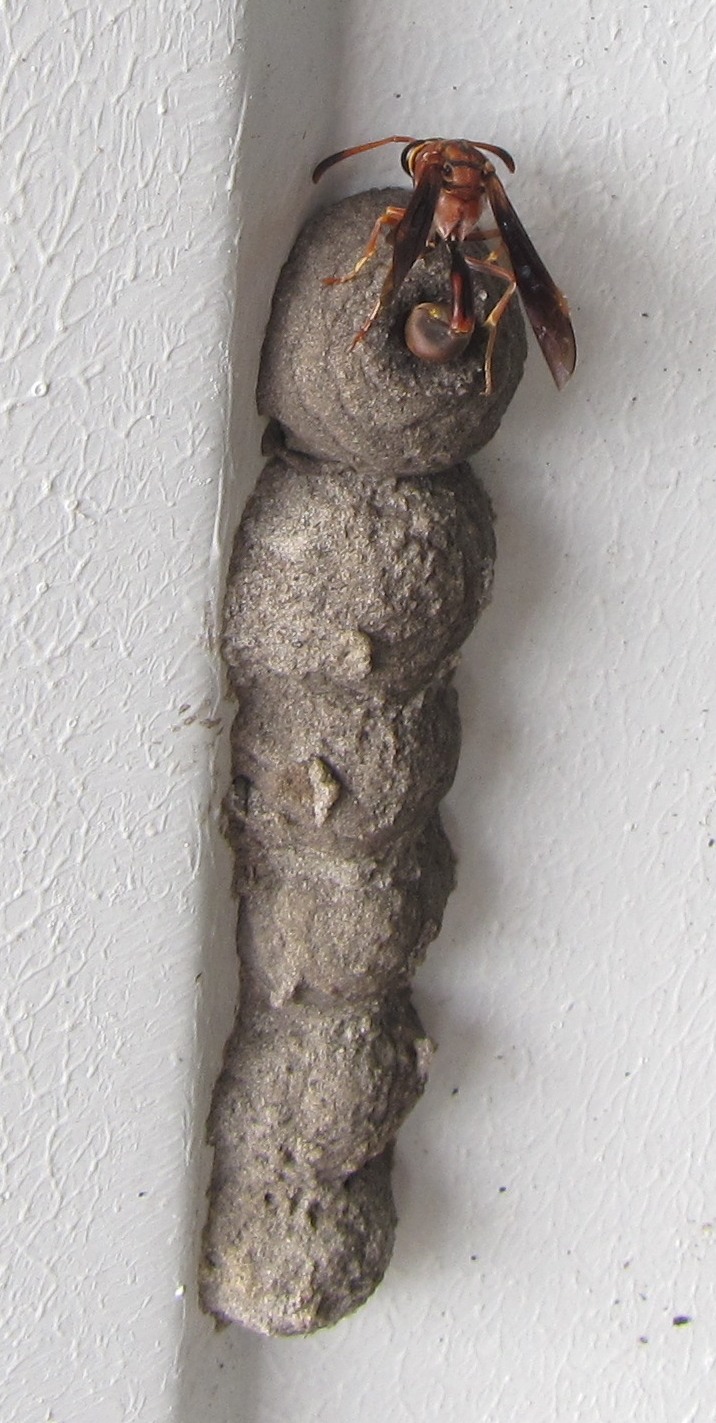